# Juliane Bartel
Juliane Bartel (* 14. Juni 1945 in Berlin; † 3. April 1998 ebenda) war eine deutsche Hörfunk- und Fernsehmoderatorin.

## Leben
In den 1960er Jahren arbeitete Juliane Bartel zunächst als Nachrichten-Sekretärin beim Sender Freies Berlin. Im von Horst Schallon und Alexander Kulpok geleiteten Zeitfunk des SFB wurde sie zur Reporterin ausgebildet und in verschiedenen Hörfunksendungen eingesetzt. So war sie als Moderatorin in S-F-Beat (letztmals am 27. Dezember 1974) zu hören, einer Jugend-, Musik- und Infosendung, die täglich von Montag bis Freitag zwischen 18:05 und 19:00 Uhr auf SFB 2 gesendet wurde, später dann auch in der Tagesmagazinsendung Echo am Morgen des SFB-Zeitfunks. Zeitweilig war Juliane Bartel auch Mitglied des SFB-Personalrats.
Den Fernsehzuschauern wurde sie ab 1975 bekannt. Von 1980 bis 1985 moderierte sie im ZDF die Sendung Spielraum. Ferner führte sie durch die Talkshows 3 nach 9 (1989 bis 1998) und Alex (Sender Freies Berlin, ab 1993).
Juliane Bartel verstarb am 3. April 1998 in Berlin im Alter von 52 Jahren an den Folgen einer Lungenkrebserkrankung. Die Trauerfeier fand in der Trauerhalle auf dem Waldfriedhof Zehlendorf statt. Sie wurde anonym auf dem Urnengrabfeld D 5 b des Friedhofes Wilmersdorf beigesetzt.
Nach ihr ist der Juliane-Bartel-Preis des niedersächsischen Ministeriums für Soziales, Frauen, Familie und Gesundheit benannt, der seit 2001 in Zusammenarbeit mit dem Norddeutschen Rundfunk vergeben wird.

## Auszeichnungen
- Adolf-Grimme-Preis 1982 für Spielraum